# Габрич, Борис
Борис Габрич (серб. Борис Габрић; 13 сентября 1983, Суботица, СФРЮ) — сербский хоккеист, защитник.

## Карьера

### Клубная
В молодости выступал за «Спартак» из Суботицы, с 2001 года начал профессиональную карьеру в «Войводине», где выступал до 2006 года. В 2006 году был выкуплен «Партизаном», вернулся через год в «Войводину», но перед сезоном 2008/2009 всё же подписал контракт с «Партизаном».

### В сборной
За сборную Сербии и Черногории дебютировал в 2004 году на первенстве мира во втором дивизионе и выступал в команде Сербии и Черногории до 2006 года. С 2007 года выступает за независимую Сербию, провёл 39 матчей, набрал 38 очков (15 шайб и 23 ассистирования).

## Статистика
| Сезон     | Клуб               | Чемпионат                             | Игры | Голы | Передачи | Очки | Штраф.мин. |
| --------- | ------------------ | ------------------------------------- | ---- | ---- | -------- | ---- | ---------- |
| 2001/2002 | Войводина          | Международная лига                    | 9    | 0    | 0        | 0    | 0          |
| 2002/2003 | Войводина          | Международная лига                    | 12   | 1    | 0        | 1    | 2          |
| 2003/2004 | Войводина          | Чемпионат Сербии и Черногории         | ?    | ?    | ?        | ?    | ?          |
| 2004/2005 | Войводина          | Чемпионат Сербии и Черногории         | ?    | ?    | ?        | ?    | ?          |
| 2005/2006 | Войводина          | Чемпионат Сербии и Черногории         | ?    | ?    | ?        | ?    | ?          |
| 2006/2007 | Партизан (Белград) | Чемпионат Сербии                      | 16   | 9    | 7        | 16   | 9          |
| 2007/2008 | Нови-Сад           | Чемпионат Сербии                      | 23   | 16   | 18       | 34   | 18         |
| 2007/2008 | Партизан (Белград) | Чемпионат Сербии                      | ?    | ?    | ?        | ?    | ?          |
| 2008/2009 | Партизан (Белград) | Паннонская лига                       | 13   | 12   | 9        | 21   | 10         |
| 2009/2010 | Партизан (Белград) | Слохокей лига чланов (плей-офф)       | 6    | 1    | 1        | 2    | 6          |
| 2009/2010 | Партизан (Белград) | Слохокей лига чланов (рег.первенство) | 25   | 8    | 22       | 30   | 16         |
| 2010/2011 | Партизан (Белград) | Чемпионат Сербии (плей-офф)           | 1    | 0    | 0        | 0    | 0          |
| 2010/2011 | Партизан (Белград) | Чемпионат Сербии (плей-офф)           | 1    | 0    | 0        | 0    | 0          |
|           |                    |                                       |      |      |          |      |            |